# Homebrew

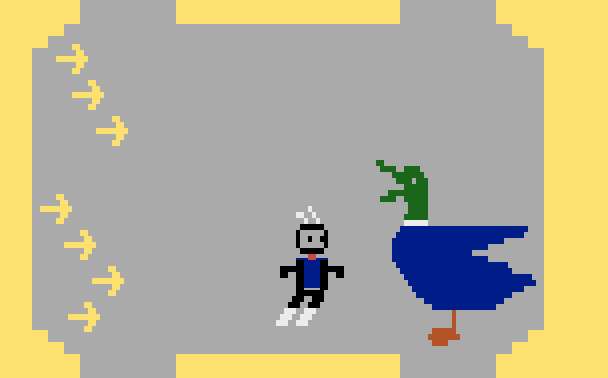
Screenshot Homebrew Duck Attack! de Atari 2600

Homebrew é um termo frequentemente aplicado a videogames ou outro software produzido por consumidores para direcionar plataformas de hardware proprietárias (geralmente com restrições de hardware) que normalmente não são programáveis pelo usuário ou que usam métodos de armazenamento proprietários. Isso pode incluir jogos desenvolvidos com kits de desenvolvimento oficiais, como Net Yaroze, Linux para PlayStation 2 ou Microsoft XNA. Um jogo escrito por um desenvolvedor não profissional para um sistema destinado a ser programável pelo consumidor, como o Commodore 64, é simplesmente chamado de hobby (em vez de Homebrew).
Juntamente com o Dreamcast, Game Boy Advance e PlayStation Portable, as plataformas mais usadas para o desenvolvimento do Homebrew são as gerações mais antigas de consoles, entre eles o Atari 2600 e o Nintendo Entertainment System (NES). A relativa simplicidade dos sistemas mais antigos permite que um indivíduo ou um pequeno grupo desenvolva jogos aceitáveis em um prazo razoável.
Todos os principais consoles da sexta geração recebem atenção no desenvolvimento do Homebrew, mas menos do que nas gerações anteriores. Isso ocorre principalmente porque a produção de software requer mais recursos, ainda não existem emuladores precisos, que os próprios consoles costumam empregar sistemas bastante complexos para impedir a execução de código não autorizado e que os consoles recentes são atualizados com mais freqüência do que os antigos. Os desenvolvedores de Homebrews geralmente precisam explorar brechas para permitir que o software seja executado.

## 3DS
Homebrew Launcher não é um novo desbloqueio para Nintendo 3DS e sim um exploit, pois nele o usuário consegue adicionar emuladores de vários consoles de videogame como Super Nintendo, Game Boy Advance, Game Boy Color e outros. Além disso, roda aplicativos caseiros feitos por hackers ou desenvolvedores, criando uma nova utilidade para o sistema da Nintendo, o que permite abrir portas para a pirataria no console, mas o hacker SMEA (responsável pelo desenvolvimento desse aplicativo) informou que não quer pirataria e sim rodar jogos antigos e criar apps diferentes para o console sem precisar usar famosos desbloqueios do antigo DS, como Flashcard. A Nintendo procura sempre bloquear sistemas contra a pirataria a fim de banir esse falso dispositivo. SMEA e outros programadores criaram o homebrew usando vários métodos de programação. Nele também há vários aplicativos que servem para liberar a trava de região e até desbloqueio do console através de outros apps.
Há homebrews que permitem ao usuário jogar jogos de antigos consoles (quase todos das gerações anteriores ao PlayStation), rodar vídeos, controlar sua TV (somente no PSP-1000, que é o único com infravermelho) etc.

## Wii
Para rodar algum homebrew no Wii, é necessário que as duas primeiras letras de seu serial (que fica embaixo do Wii) sejam menores que LU64.
Assim, você precisa instalar o Homebrew Channel e existem vários métodos. Dentre eles, o BannerBomb (Prelaunch System - 4.1). Foi lançada a atualização 4.2, que retira o Homebrew Channel e modifica a IOS ("DNA do Wii"), mas logo foi lançado o BannerBomb v2, uma técnica para obter o Homebrew Channel. Com os homebrews, é possível: desbloquear seu console, rodar DVDs, trapacear em jogos, fazer backups etc.

## Xbox 360
Para poder rodar um homebrew, é necessário que o console seja desbloqueado. O Xbox 360 também possui pirataria, como o chip de destravamento Reset Glich Hack (RGH), que é o nível máximo de destrave para o Xbox 360. Há alguns anos os desbloqueios RGH/JTAG só eram possíveis em modelos antigos, mas elaboraram um modchip que libera para qualquer Xbox 360. Esses desbloqueios são muito usados porque permitem várias coisas, como:
- Trocar de skins da Dashboard.
- Copiar um DVD (filme ou game) para o HD do console e executá-lo sem a necessidade de disco na bandeja.
- Verificar e modificar a velocidade do fan (ventoinha).
- Verificar a temperatura do Xbox 360, de sua CPU e sua GPU.
- Instalar XBLAs (Live Arcades) sem ter que comprá-los.
- Instalar DLCs como fases extras, músicas de Rock Band etc., sem ter que comprá-los.
- Instalar mods em jogos (hacks, modificações).
- Rodar jogos de Xbox 360 e XBLAs direto de unidades USB (pen drives e HDs).
- Rodar homebrews (aplicativos não assinados ou não autorizados pela Microsoft).
- Rodar emuladores de NES, SNES, Game Boy, Mega Drive, PS1, Dreamcast etc.

Tempos atrás, alguns usuários tinham problemas com a demora ao ligar o console. Ao iniciar um jogo, o console desligava ou reiniciava sozinho (sendo o problema resolvido quando o usuário vai em Setup/Content Settings/Game List Setting/Fade B: Black to background) e ninguém conseguia realizar atualizações e jogar na Xbox Live. Por isso, alguns usuários desejavam voltar à Dashboard original, porém, o Reset Glitch (RGH) não permitia que o usuário saia do modo freestyle. Hoje já é possível desinstalar o freestyle e voltar à Dashboard original e o freestyle pode ser instalado novamente. Muitos dos usuários do Xbox 360 foram banidos da Live ao fazerem esse desbloqueio de chip.

## Posição das desenvolvedoras
O homebrew é costumeiramente considerado pirataria e em alguns países pode constituir crime por engenharia reversa, distribuição de software ou partes licenciados, ou ainda difusão de segredos industriais (código-fonte) por decompilação.
A maioria das empresas são contra a prática do homebrew. Algumas invalidam a garantia ao detectar modificações no software e constantemente lançam atualizações que bloqueiam possíveis exploits ou bugs no sistema que permitam a sua modificação.

No entanto, algumas empresas também vêem o lado positivo do homebrew. Quando questionado sobre o homebrew, Jack Tretton (presidente e CEO da Sony entre 2006 e 2014), disse:
"Eu acho que é algo que está sendo trabalho. Nós certamente vemos algumas das coisas que foram feitas via homebrew, e é incrivelmente criativo. E eu penso que nós gostaríamos de tentar aproveitar isso um pouco mais."